# Élections législatives de 1876 dans la Côte-d'Or
Les élections législatives de 1876 ont eu lieu les 20 février et 5 mars 1876

## Résultats à l'échelle du département
| Partis         | Partis                                      | Premier tour | Premier tour | Deuxième tour | Deuxième tour | Sièges |
| Partis         | Partis                                      | Voix         | %            | Voix          | %             | Sièges |
| -------------- | ------------------------------------------- | ------------ | ------------ | ------------- | ------------- | ------ |
|                | Gauche républicaine, Républicains           | 37 425       | 43,20        | 6 203         | 48,50         | 4      |
|                | Orléanistes, Centre-droit, Constitutionnels | 17 190       | 19,84        |               |               | 0      |
|                | Union républicaine                          | 16 659       | 19,23        | 1             |               |        |
|                | Bonapartistes                               | 15 353       | 17,72        | 6 588         | 51,50         | 1      |
|                |                                             |              |              |               |               |        |
| Inscrits       | Inscrits                                    | 112 303      | 100,00       | 14 857        | 100,00        | 6      |
| Votants        | Votants                                     | 89 233       | 79,46        | 12 876        | 86,67         |        |
| Abstentions    | Abstentions                                 | 23 070       | 20,54        | 1 981         | 13,33         |        |
| Blancs et nuls | Blancs et nuls                              | 2 606        | 2,92         | 85            | 0,66          |        |
| Exprimés       | Exprimés                                    | 86 627       | 97,08        | 12 791        | 99,34         |        |

## Résultats par arrondissement

### Arrondissement de Beaune

#### 1recirconscription
| Candidats      | Candidats        | Étiquette          | Premier tour | Premier tour |
| Candidats      | Candidats        | Étiquette          | Voix         | %            |
| -------------- | ---------------- | ------------------ | ------------ | ------------ |
|                | Pierre Joigneaux | Union républicaine | 10 811       | 66,24        |
|                | Dupont-Marey     | Orléaniste         | 5 511        | 33,76        |
|                |                  |                    |              |              |
| Inscrits       | Inscrits         | Inscrits           | 19 010       | 100,00       |
| Votants        | Votants          | Votants            | 16 410       | 86,32        |
| Abstention     | Abstention       | Abstention         | 2 600        | 13,68        |
| Blancs et nuls | Blancs et nuls   | Blancs et nuls     | 88           | 0,54         |
| Exprimés       | Exprimés         | Exprimés           | 16 322       | 99,46        |

#### 2ecirconscription
| Candidats      | Candidats       | Étiquette           | Premier tour | Premier tour |
| Candidats      | Candidats       | Étiquette           | Voix         | %            |
| -------------- | --------------- | ------------------- | ------------ | ------------ |
|                | Sadi Carnot     | Gauche républicaine | 7 058        | 55,38        |
|                | Benoît-Champy   | Bonapartiste        | 3 805        | 29,86        |
|                | Villers de Faye | Constitutionnel     | 1 881        | 14,76        |
|                |                 |                     |              |              |
| Inscrits       | Inscrits        | Inscrits            | 15 496       | 100,00       |
| Votants        | Votants         | Votants             | 12 797       | 82,58        |
| Abstention     | Abstention      | Abstention          | 2 699        | 17,42        |
| Blancs et nuls | Blancs et nuls  | Blancs et nuls      | 53           | 0,41         |
| Exprimés       | Exprimés        | Exprimés            | 12 744       | 99,59        |

### Arrondissement de Châtillon-sur-Seine
| Candidats      | Candidats          | Étiquette          | Premier tour | Premier tour | Deuxième tour | Deuxième tour |
| Candidats      | Candidats          | Étiquette          | Voix         | %            | Voix          | %             |
| -------------- | ------------------ | ------------------ | ------------ | ------------ | ------------- | ------------- |
|                | Arthur Leroy       | Union républicaine | 5 848        | 45,69        | 6 203         | 48,50         |
|                | Henri Bordet       | Bonapartiste       | 3 825        | 29,89        | 6 588         | 51,51         |
|                | Henri Armand Rolle | Centre-droit       | 3 125        | 24,42        |               |               |
|                |                    |                    |              |              |               |               |
| Inscrits       | Inscrits           | Inscrits           | 14 857       | 100,00       | 14 857        | 100,00        |
| Votants        | Votants            | Votants            | 12 865       | 86,66        | 12 876        | 86,67         |
| Abstention     | Abstention         | Abstention         | 1 992        | 13,40        | 1 981         | 13,33         |
| Blancs et nuls | Blancs et nuls     | Blancs et nuls     | 67           | 0,52         | 85            | 0,66          |
| Exprimés       | Exprimés           | Exprimés           | 12 798       | 99,48        | 12 791        | 99,34         |

### Arrondissement de Dijon

#### 1recirconscription
| Candidats      | Candidats               | Étiquette           | Premier tour | Premier tour |
| Candidats      | Candidats               | Étiquette           | Voix         | %            |
| -------------- | ----------------------- | ------------------- | ------------ | ------------ |
|                | François Auguste Dubois | Gauche républicaine | 10 712       | 100,00       |
|                |                         |                     |              |              |
| Inscrits       | Inscrits                | Inscrits            | 20 107       | 100,00       |
| Votants        | Votants                 | Votants             | 12 642       | 62,87        |
| Abstention     | Abstention              | Abstention          | 7 465        | 37,13        |
| Blancs et nuls | Blancs et nuls          | Blancs et nuls      | 1 930        | 15,27        |
| Exprimés       | Exprimés                | Exprimés            | 10 712       | 84,73        |

#### 2ecirconscription
| Candidats      | Candidats      | Étiquette           | Premier tour | Premier tour |
| Candidats      | Candidats      | Étiquette           | Voix         | %            |
| -------------- | -------------- | ------------------- | ------------ | ------------ |
|                | Henri Lévêque  | Gauche républicaine | 10 276       | 57,09        |
|                | René Lejéas    | Bonapartiste        | 7 723        | 42,91        |
|                |                |                     |              |              |
| Inscrits       | Inscrits       | Inscrits            | 23 200       | 100,00       |
| Votants        | Votants        | Votants             | 18 209       | 78,49        |
| Abstention     | Abstention     | Abstention          | 4 991        | 21,51        |
| Blancs et nuls | Blancs et nuls | Blancs et nuls      | 210          | 1,15         |
| Exprimés       | Exprimés       | Exprimés            | 17 999       | 98,85        |

### Arrondissement de Semur
| Candidats      | Candidats      | Étiquette           | Premier tour | Premier tour |
| Candidats      | Candidats      | Étiquette           | Voix         | %            |
| -------------- | -------------- | ------------------- | ------------ | ------------ |
|                | Anatole Hugot  | Gauche républicaine | 8 336        | 51,93        |
|                | Beleurgey      | Centre-droit        | 6 673        | 41,57        |
|                | Muteau         | Républicain         | 1 043        | 6,50         |
|                |                |                     |              |              |
| Inscrits       | Inscrits       | Inscrits            | 19 633       | 100,00       |
| Votants        | Votants        | Votants             | 16 310       | 83,07        |
| Abstention     | Abstention     | Abstention          | 3 323        | 16,93        |
| Blancs et nuls | Blancs et nuls | Blancs et nuls      | 258          | 1,58         |
| Exprimés       | Exprimés       | Exprimés            | 16 052       | 98,42        |